# Мортножество
«Мортножество» (англ. Mortyplicity) — второй эпизод пятого сезона американского мультсериала «Рик и Морти». Сценарий к эпизоду написал Альбро Ланди, а режиссёром выступил Лукас Грей.
Название эпизода отсылает к фильму «Множество» (1996).
Премьера эпизода состоялась 2021 года в блоке Adult Swim на Cartoon Network. Эпизод посмотрели около 1,2 миллиона зрителей во время выхода в эфир.

## Сюжет
Рик, Морти, Саммер, Бет и Джерри обедают, когда их убивают инопланетные кальмары-убийцы. Они оказались приманками, и настоящий Рик предупреждён об их смерти. Однако выясняется, что настоящая семья Смитов также была приманкой, и вспыхивает хаотическая серия событий, когда приманки предупреждаются о смерти других приманок и изо всех сил пытаются выяснить, какая семья является оригинальной, поскольку оригинальный Рик не осознаёт, что приманки прибегли к созданию большего количества приманок. После того, как семья приманок сталкивается и убивает кальмаров, выясняется, что кальмары на самом деле являются приманками, пытающимися убить все другие версии самих себя.
Другая семья, которая всё ещё думает, что они настоящие, похищена изуродованными приманками, пытающимися сорвать их кожу, но спасается приманками, похожими на Пиноккио, которые пытаются сплотить группу приманок, но приманки-кальмары убивают их. Одна семья предупреждает всех приманок о своём местонахождении, и почти все приманки погибают в результате начавшегося хаоса, хотя некоторые игнорируют маяк и уходят невредимыми. Тем временем настоящая семья Смитов, отправляющаяся в приключение с Космической Бет, получает предупреждение о смерти приманок.
В сцене после титров Пиноккио Джерри, который ранее избежал приманок-кальмаров, бросив других приманок на смерть, был разгрызен на части несколькими бобрами и впоследствии взят инопланетянами, использовавшимися в качестве держателя зеркала в ковбойском салуне, а после использовался как распятие, оплакивая свою неспособность умереть.

## Отзывы
Джесси Шедин из IGN оценил эпизод на 8/10, радуясь тому, что в нём используется «хаотичный, динамичный подход», чтобы «[держать] зрителя врасплох», несмотря на то, что он изучает идеи, которые «очень знакомы» сериалу. Шедин считал, что финальный поворот был необходим в конце эпизода, но сцена после титров «величественна». Он похвалил «маленькие гэги», на которых строится эпизод, такие как «различные способы, которыми каждая семья немного отличается от другой», а также отсылки на «Бегущего по лезвию» и «Горец».
Джо Матар из Den of Geek оценил эпизод на 4/5, сочтя его креативным и амбициозным, несмотря на то, что он предпочитал эпизоды, основанные на «ситкоме». Матар сказал, что сцена между Риком и Бет в костюмах кукол «несколько убедительно доказывает, что Рик и Морти всё ещё может заставить нас заботиться о своих персонажах, несмотря на то, что он покончил с обычными главными героями». Стив Грин из IndieWire дал эпизоду оценку A, охарактеризовав его как «изысканное воплощение обманчиво простой идеи» и посчитав, что это «один из лучших эпизодов шоу за многие годы». Грин прокомментировал, что сюжетная линия «на удивление понятна», несмотря на хаос и скорость, и что даже в повторяющихся моментах «происходила постоянная эскалация, которая придаёт этому эпизоду идеальный импульс вперёд».